# Palacio de Almanzora
El palacio de Almanzora es el edificio más representativo del neoclásico de la provincia de Almería, España. Se encuentra ubicado en la localidad de Almanzora y fue realizado por el arquitecto Ventura Rodríguez. Dicho edificio ha sido declarado Patrimonio Histórico Andaluz.

## Historia

### Antecedentes
Este palacio se construyó sobre las ruinas de un alcázar musulmán. El primer caserón fue edificado por Juan de Benavides, Capitán del Almanzora, y Señor de Jabalquinto y de Almanzora. En 1637 pasó a ser propiedad de la Casa de Benavente. El X Marqués de los Vélez, Antonio Álvarez de Toledo, compró, con facultad real, los Mayorazgos de Almanzora y encargó al arquitecto Ventura Rodríguez la transformación de la casa de Almanzora en un palacio representativo del neoclásico en la zona, aunque también es más que probable que este Palacio fuera construido por orden de Antonio Abellán, Marqués de Almanzora, tras comprar esas tierras de Almanzora en 1872.

### Palacio renacentista
En 1860, la Duquesa de Montalto, que había heredado el Palacio junto con la finca de Almanzora y los Almizaraques, vendió estas propiedades a un rico industrial minero de Cuevas del Almanzora, Antonio Abellán Peñuela, al que luego se le concedería el título de Marqués de Almanzora. 
El Marqués de Almanzora, Antonio Abellán, cuya fortuna familiar provenía de las minas de plata que poseía en la Sierra de Almagrera, le dio la actual fisonomía del edificio en el año 1872, aunque desde el siglo XVI existen restos de construcciones en el lugar donde se encuentra el palacio.
La decadencia de la minería afectó a los herederos del marqués y una parte importante de sus propiedades en Almanzora, incluido el Palacio, pasaron a Juan March Ordinas que, inmediatamente, nombró un administrador para que las fuese vendiendo. De esa forma, se repartieron en pequeños minifundios las propiedades del marqués de Almanzora y el palacio fue adquirido por dos familias cuyos herederos aún mantienen la propiedad.

## Estructura
El Palacio consta de un pabellón principal con dos alas en escuadra, que dejan en el centro un patio de honor. Tanto el pabellón principal como el ala izquierda, albergan las distintas estancias utilizadas para vivienda, mientras que el ala de la derecha es ocupado por la capilla, que hoy hace las veces de iglesia parroquial de la población de Almanzora. Esta capilla tiene entrada por el patio de honor, disponiéndose su planta rectangular de forma perpendicular al eje del patio, así como las caballerizas, la almazara y demás dependencias para servicios.
La fachada externa del patio de honor está realizada en ladrillo visto, con decoración de mármol blanco y en el centro, un arco de medio punto sobre pilastras encuadrado por elementos similares. Una cornisa en línea quebrada bordea todo su perfil.

## Conservación
El Palacio de Almanzora fue declarado Monumento Histórico Artístico el 22 de junio de 1982 y por Resolución de 18 de septiembre de 1995 (B.O.E. 29-11-1995) se incluye en el Catálogo General del Patrimonio Histórico Andaluz. Le afectan, en consecuencia, la Ley 16/1985 del Patrimonio Histórico Español y la Ley 1/1991 de Patrimonio Histórico Andaluz, lo que conlleva responsabilidades de conservación para los propietarios, para el Ayuntamiento y para la Consejería de Cultura.
En sesión del 17 de diciembre de 1997, la comisión de Cultura del Parlamento Andaluz aprueba, por unanimidad, una Proposición que insta al Consejo de Gobierno a poner en marcha todas las medidas oportunas para que el Palacio de Almanzora pase a ser de titularidad pública y a promover, en colaboración con el Ayuntamiento de Cantoria y cuantas instituciones públicas y privadas pudieran adherirse, la firma de un convenio para su protección, uso y rehabilitación (BOPA n.° 180 de 20 de enero de 1998). Resolución de 2 de noviembre de 2004, de la Dirección General de Bienes Culturales, por la que "se incoa el procedimiento para la inscripción", con carácter genérico, en el Catálogo General del Patrimonio Histórico Andaluz, del Palacio de los Marqueses de Almanzora. Resolución de 2 de febrero de 2006, de la Dirección General de Bienes Culturales, por la que "se resuelve inscribir", con carácter genérico, en el catálogo general del Patrimonio Histórico Andaluz, el Palacio de los Marqueses de Almanzora.
A pesar de los mandatos legales, el Palacio de Almanzora tiene 3 propietarios, dos privados y otro es el Ayuntamiento de Cantoria tras la compra que hizo en 2003, su estado de conservación es lamentable, presentando un estado inicial de ruina con zonas puntuales de ruina media.